# 山中重信
山中 重信（やまなか しげのぶ、1959年6月3日 - ）は、埼玉県熊谷市出身の元プロ野球選手（捕手）。

## 来歴・人物
上尾高では2年夏、秋の県大会は準優勝、3年夏は県大会ベスト4。1977年のドラフト6位でクラウンライターライオンズに入団。1年目の1978年は一軍での試合出場機会はなく、球団が地元・埼玉に移転して西武に変わった2年目の1979年は、打撃力と俊足を生かすために捕手から内野手へコンバートされた。同年も一軍での試合出場は果たせなかったが、内野手としての経験を積むために二軍の試合では積極的に起用された。イースタン・リーグの試合では、内野手として一塁手7試合、三塁手17試合に出場した一方で外野手でも13試合に出場。前年までの本職である捕手としても20試合に出場し、捕手でありながら足が速く度々代走として出場した。3年目の1980年には首位打者、1983年には打点王獲得。1981年には一軍初出場でまずまずの成績を残すも伊東勤の壁は厚く、一軍出場はこの年のみに終わる。1986年引退。
引退後は西武でチームスタッフ（1987年 - 1995年）を務めた。

## 詳細情報

### 年度別打撃成績
| 年 度     | 球 団     | 試 合 | 打 席 | 打 数 | 得 点 | 安 打 | 二 塁 打 | 三 塁 打 | 本 塁 打 | 塁 打 | 打 点 | 盗 塁 | 盗 塁 死 | 犠 打 | 犠 飛 | 四 球 | 敬 遠 | 死 球 | 三 振 | 併 殺 打 | 打 率 | 出 塁 率 | 長 打 率 | O P S |
| --------- | --------- | ----- | ----- | ----- | ----- | ----- | -------- | -------- | -------- | ----- | ----- | ----- | -------- | ----- | ----- | ----- | ----- | ----- | ----- | -------- | ----- | -------- | -------- | ----- |
| 1981      | 西武      | 24    | 19    | 19    | 4     | 4     | 0        | 0        | 0        | 4     | 0     | 1     | 0        | 0     | 0     | 0     | 0     | 0     | 4     | 0        | .211  | .211     | .211     | .421  |
| 通算：1年 | 通算：1年 | 24    | 19    | 19    | 4     | 4     | 0        | 0        | 0        | 4     | 0     | 1     | 0        | 0     | 0     | 0     | 0     | 0     | 4     | 0        | .211  | .211     | .211     | .421  |

### 年度別守備成績
| 年度 | 試合 | 企図数 | 許盗塁 | 盗塁刺 | 阻止率 |
| ---- | ---- | ------ | ------ | ------ | ------ |
| 1981 | 18   | 17     | 14     | 3      | .176   |

### 記録
- 初出場：1981年6月7日、対南海ホークス前期11回戦（西武ライオンズ球場）、9回裏に大田卓司の代走として出場
- 初打席・初安打：1981年8月1日、対南海ホークス後期5回戦（大阪スタヂアム）、8回表に藤田学から単打
- 初先発出場：1981年8月2日、対南海ホークス後期6回戦（大阪スタヂアム）、8番・捕手として先発出場

### 背番号
- 58 （1978年 - 1986年）
- 77 （1987年 - 1995年）